# Mokre, Baranivka
Mokre (în ucraineană Мокре) este localitatea de reședință a comunei Mokre din raionul Baranivka, regiunea Jîtomîr, Ucraina.

## Demografie
Componența lingvistică a localității Mokre
     Ucraineană (99,79%)
     Alte limbi (0,21%)
Conform recensământului din 2001, majoritatea populației localității Mokre era vorbitoare de ucraineană (99,79%), existând în minoritate și vorbitori de alte limbi.